# Тургеневка (Костанайская область)
Тургеневка (каз. Тургеновка) — село в Житикаринском районе Костанайской области Казахстана. Административный центр Большевистского сельского округа. Находится примерно в 8 км к юго-западу от районного центра, города Житикара. Код КАТО — 394435100.

## Население
В 1999 году население села составляло 1130 человек (558 мужчин и 572 женщины). По данным переписи 2009 года, в селе проживало 848 человек (419 мужчин и 429 женщин).